# Bergvallsån
Bergvallsån är en å i mellersta Hälsingland, i Ljusdals och Bollnäs kommuner. Längd cirka 10 km. Bergvallsån är största biflödet till Simeån (från vänster) och rinner upp i en liten skogssjö norr om Södervallen i Ljusdals kommun. Bergvallsån rinner åt sydost förbi fäboden Bergvallen (i Bollnäs kommun) som givit ån dess namn, och slutligen mynnar den i Simeån vid Nilsänget, cirka 1 km nordväst om Simsjön.